# Les Vains Plaisirs
Les Vains Plaisirs est un poème de Tristan L'Hermite, publié en 1638 dans le recueil des Amours.

## Présentation

### Texte
Les Vains Plaisirs est composé de douze huitains  :
Fils de la nuit et du silence,

Qui d'une aimable violence

Charmes les soucis des humains,

Quand sur le crêpe de tes ailes

Tu viens de tes humides mains

Clore doucement nos prunelles,

Sommeil, entre les immortels,

Tu mérites bien des autels.

L'homme lassé de l'exercice

Périrait sans ton bon office ;

C'est toi, Sommeil, qui le remets.

Et tandis que le corps repose,

À l'esprit qui ne dort jamais

Tu contes toujours quelque chose,

Et dépeins encore à ses yeux

La mer, la campagne et les cieux.

### Publication
Les Vains Plaisirs est publié en 1638 dans le recueil des Amours.

## Postérité

### Éditions nouvelles
En 1909, Adolphe van Bever reprend Les Vains Plaisirs dans la collection « Les plus belles pages » pour le Mercure de France. En 1925, Pierre Camo publie une réédition intégrale des Amours. En 1960, Amédée Carriat retient huit strophes dans son Choix de pages de toute l'œuvre en vers et en prose de Tristan. En 1962, Philip Wadsworth le reprend intégralement dans son choix de Poésies de Tristan pour Pierre Seghers.

### Œuvres complètes
- Jean-Pierre Chauveau et al., Tristan L'Hermite, Œuvres complètes (tome II) : Poésie I, Paris, Honoré Champion, coll. « Sources classiques » (no 41), 2002, 576 p. (ISBN 978-2-745-30606-7)

### Anthologies
- Amédée Carriat (présentation et annotations), Tristan L'Hermite : Choix de pages, Limoges, Éditions Rougerie, 1960, 264 p.
- Adolphe van Bever (notice et appendices), Tristan L'Hermite, Paris, Mercure de France, coll. « Les plus belles pages », 1909, 320 p.
- Philip Wadsworth (présentation et notes), Tristan L'Hermite : Poésies, Paris, Pierre Seghers, 1962, 150 p.

### Ouvrages cités
- Napoléon-Maurice Bernardin, Un Précurseur de Racine : Tristan L'Hermite, sieur du Solier (1601-1655), sa famille, sa vie, ses œuvres, Paris, Alphonse Picard, 1895, XI-632 p.
- Amédée Carriat, Tristan, ou L'éloge d'un poète, Limoges, Éditions Rougerie, 1955, 146 p.